# Phrynoidis aspera
Espèce
Synonymes
- Bufo asper Gravenhorst, 1829
- Cyclogaster borneensis Steindachner, 1867
- Nectes obscurus Barbour, 1904
- Bufo verrucigerus Mertens, 1924

Statut de conservation UICN

 LC  : Préoccupation mineure
Phrynoidis aspera est une espèce d'amphibiens de la famille des Bufonidae.

## Répartition

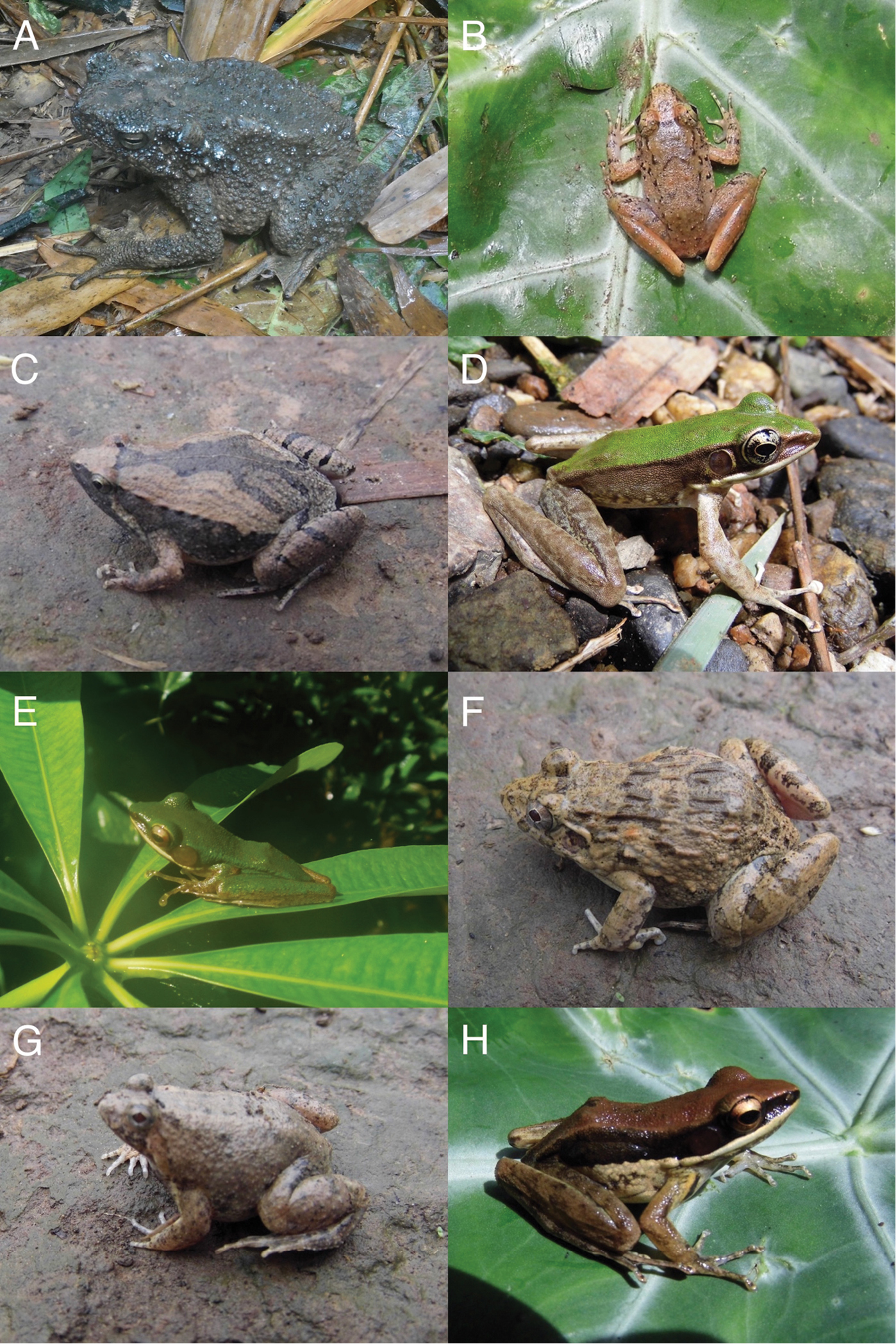
Photographies d'amphibiens lors d'un voyage d'étude, région de Tenasserim, Birmanie : A Phrynoidis aspera ; B Limnonectes doriae ; C Microhyla fissipes ; D Odorrana hosii ; E Chalcorana eschatia ; F Fejervarya sp. ; G Occidozyga martensii ; H Sylvirana malayana

Cette espèce se rencontre en dessous de 1 400 m d'altitude :
- en Birmanie dans l'État Môn et la Région de Tanintharyi ;
- dans l'Ouest et le Sud de la Thaïlande ;
- au Viêt Nam dans les provinces de Gia Lai et de Đắk Lắk ;
- en Malaisie péninsulaire et orientale ;
- en Indonésie au Kalimantan, à Sumatra, à Java et aux Natuna ;
- au Brunei.

Sa présence est incertaine au Cambodge et au Laos.
Elle a été introduite dans le Sud-Ouest de Sulawesi.

## Description
Les mâles mesurent de 70 à 100 mm et les femelles de 95 à 140 mm.

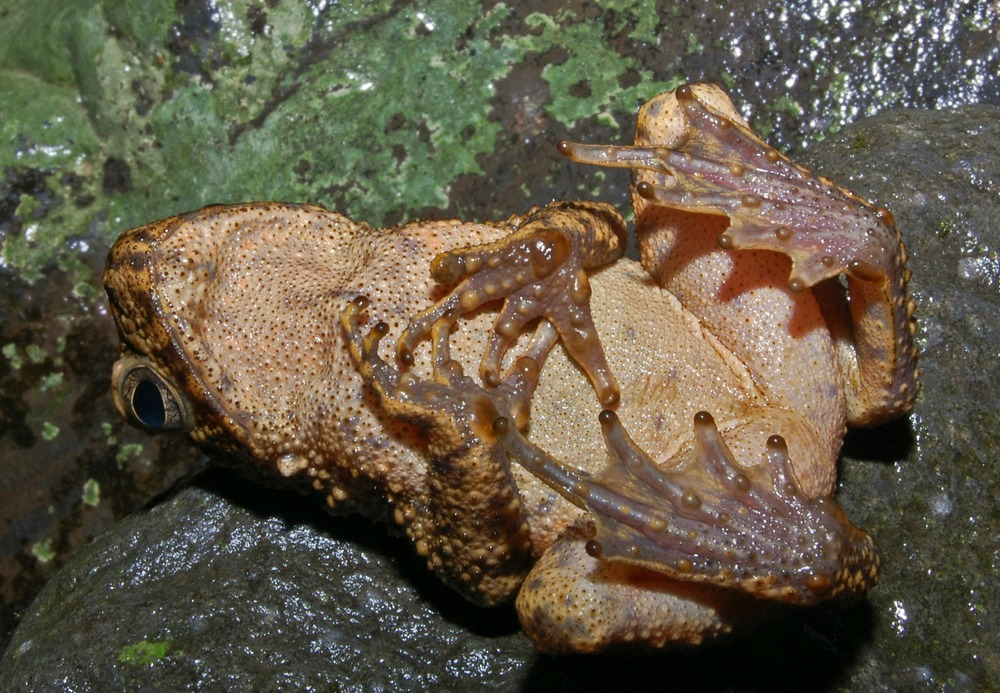
Phrynoidis aspera faisant le mort face à un danger, île de Java, Indonésie

## Écologie

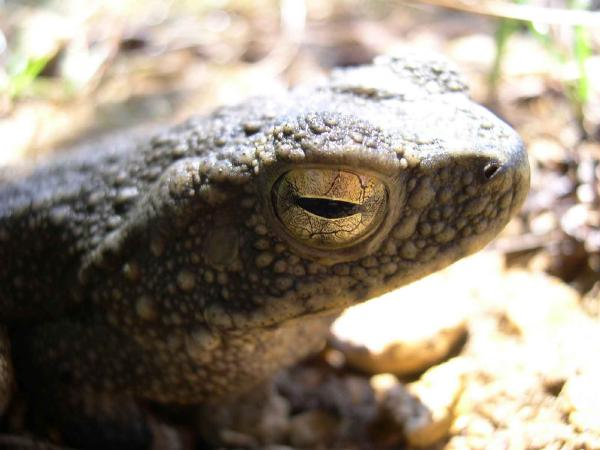
Phrynoidis aspera

### Alimentation
Phrynoidis aspera est principalement myrmécophage avec une prédilection pour les fourmis et dans une moindre mesure pour les termites. Elle intègre également, en proportion beaucoup plus réduite, des coléoptères et des orthoptères à son régime alimentaire.

### Parasites
Phrynoidis aspera peut être parasitée par différentes espèces d’helminthes.

## Publication originale
- Gravenhorst, 1829 : Deliciae Musei Zoologici Vratislaviensis (Reptilia Musei Zoologici Vratislaviensis. Recensita et Descripta). Fasciculus Primus, continens Chelonions et Batrachia: I-XIV. Leopold Voss, Leipzig (texte intégral).

## Galerie

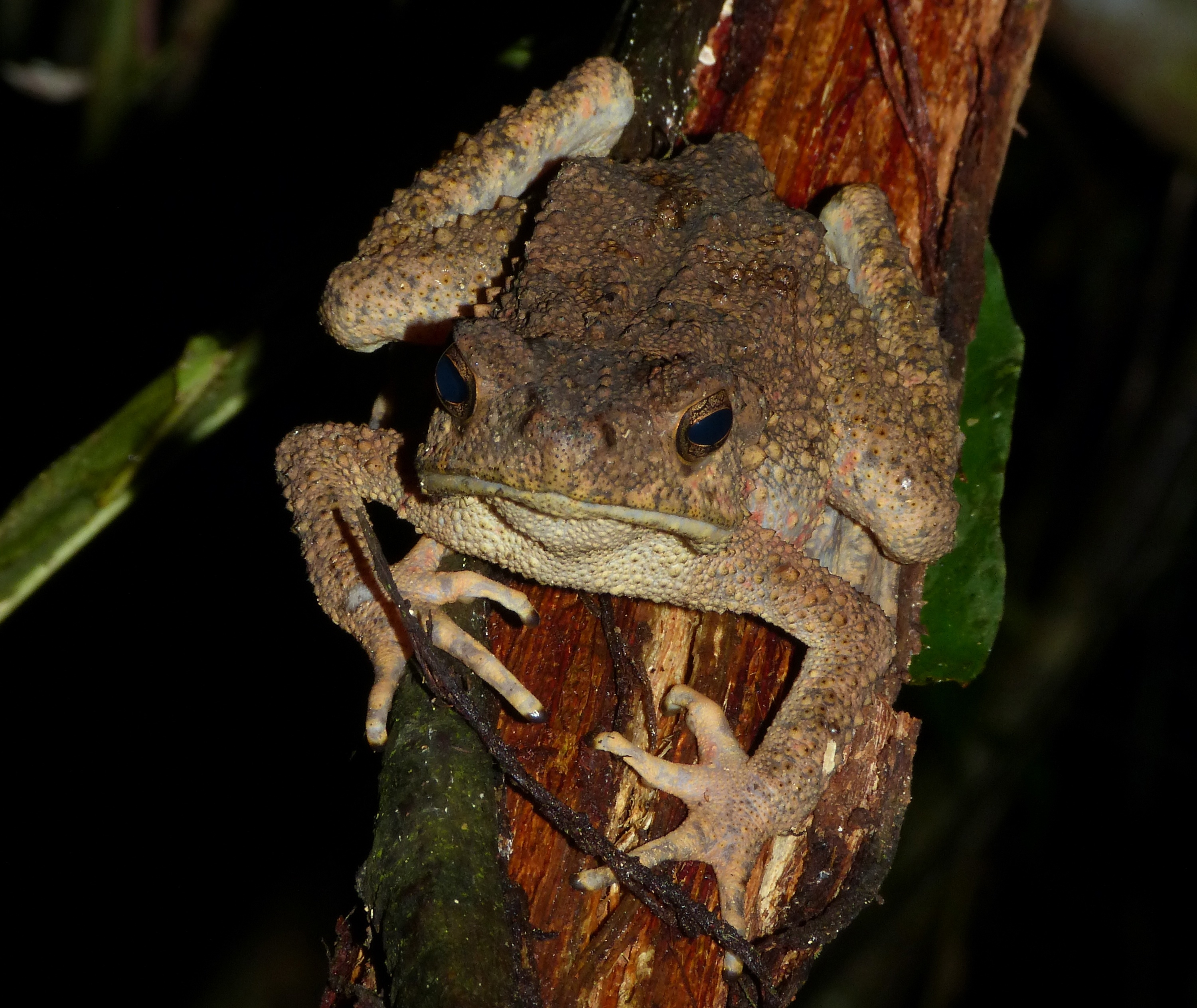
Phrynoidis aspera (Parc national de Taman Negara, Malaisie)
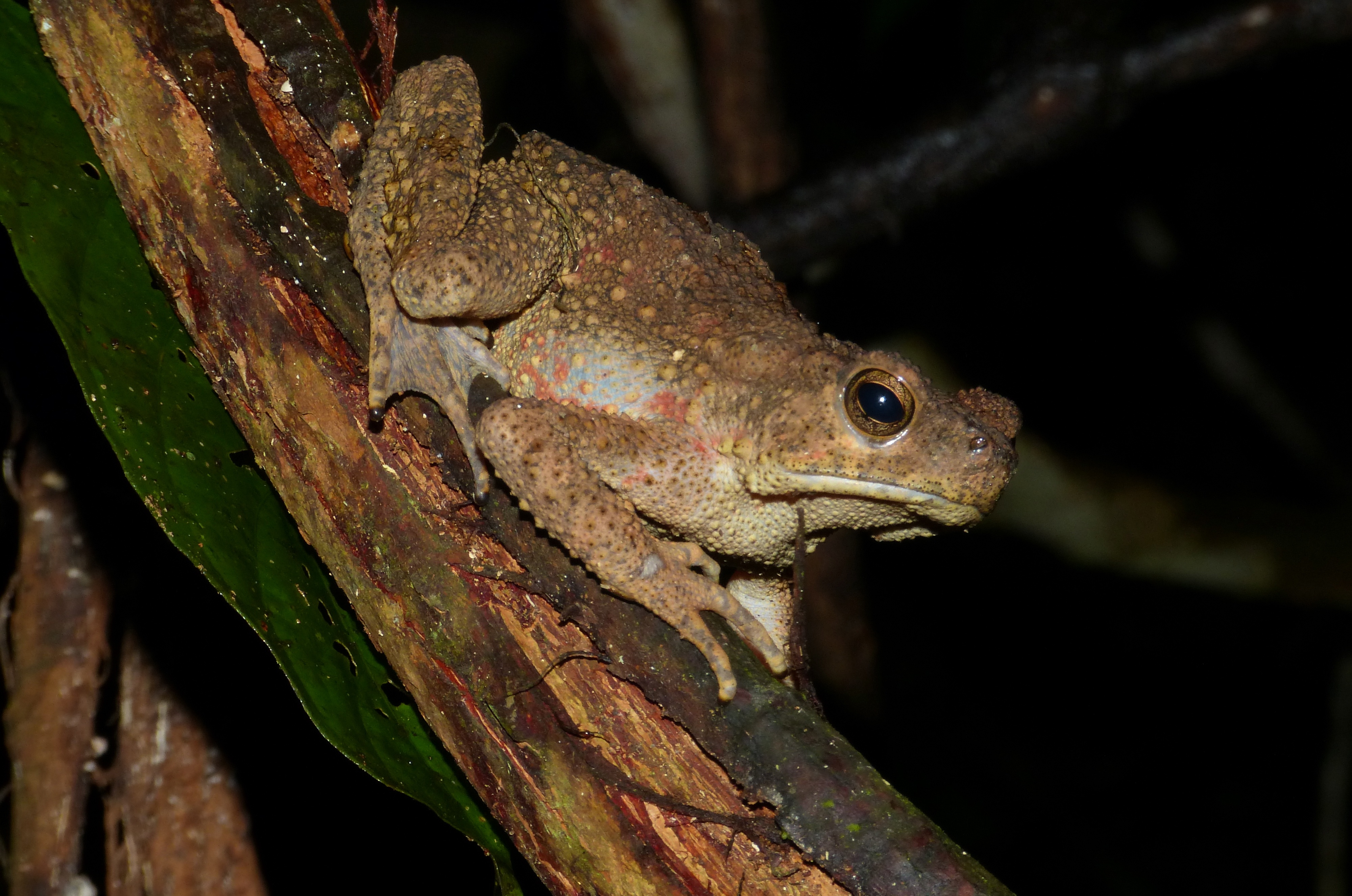
Phrynoidis aspera (Parc national de Taman Negara, Malaisie)
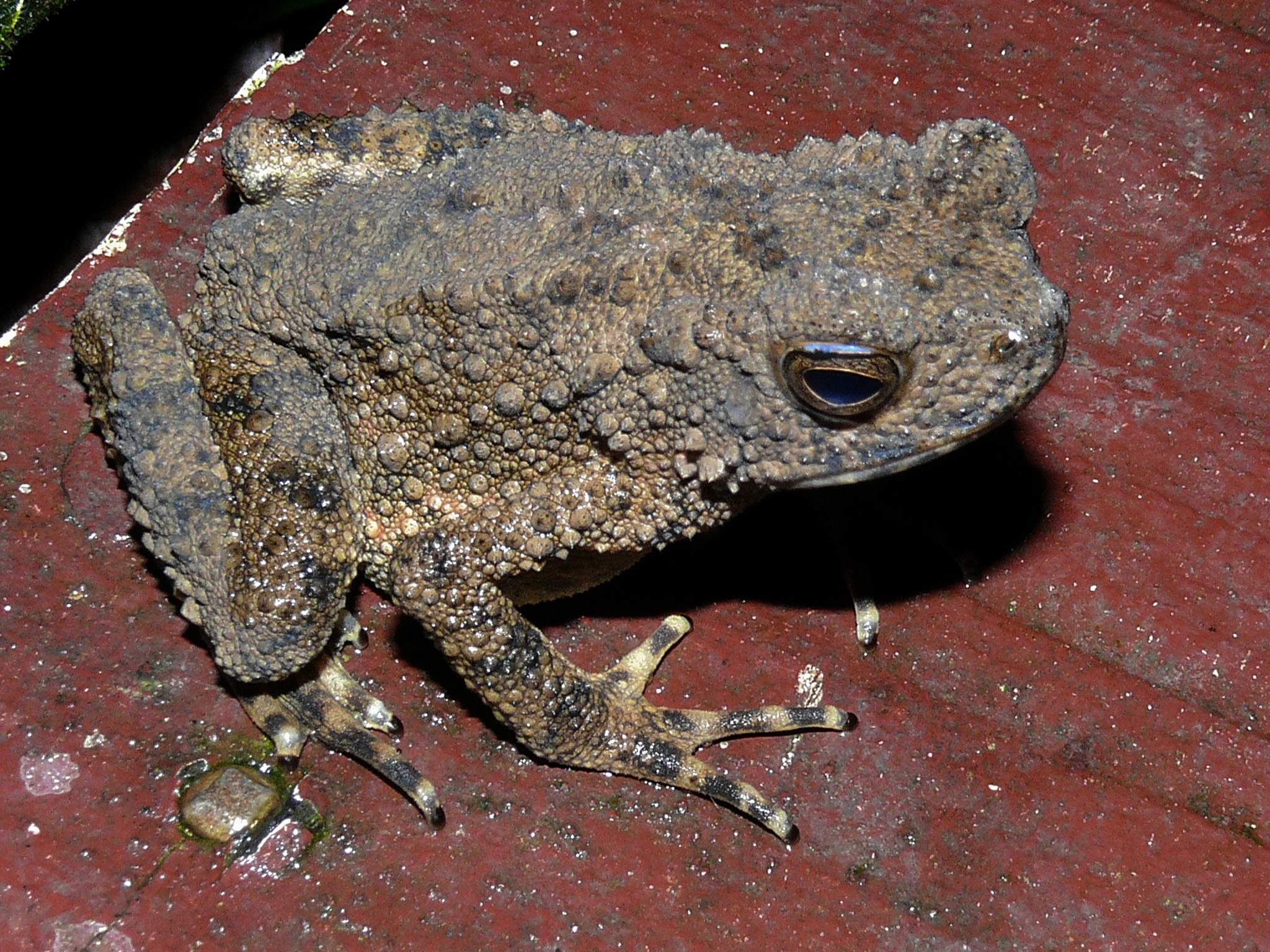
Phrynoidis aspera (Parc national du Gunung Mulu, Malaisie)
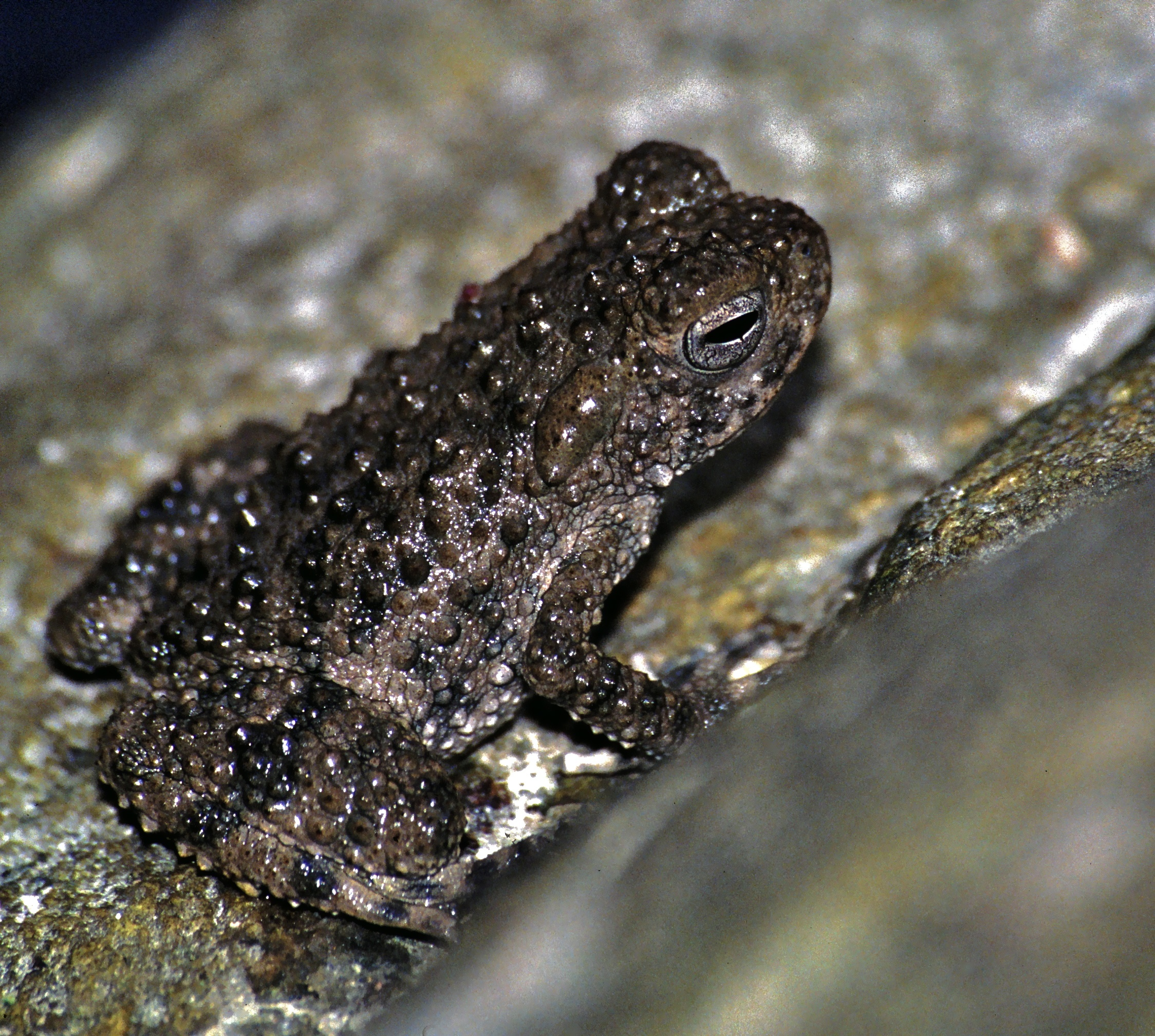
Phrynoidis aspera (Parc national de Gunung Leuser, Sumatra, Indonésie)